# Teucholabis leonora
Teucholabis leonora är en tvåvingeart som beskrevs av Alexander 1938. Teucholabis leonora ingår i släktet Teucholabis och familjen småharkrankar. Inga underarter finns listade i Catalogue of Life.